# Scale the Summit
Scale the Summit es una banda de metal instrumental/progresivo fundada en Houston, Texas en 2004 bajo Prosthetic Records. La banda posee influencias de otros grupos de la escena progresiva tales como Cynic y Dream Theater. Sin embargo, a diferencia de la mayoría de las bandas de metal progresivo, no tienen un vocalista, por lo que tocan música instrumental. La banda ha obtenido reconocimiento al participar de la gira Progressive Nation 2009 junto a Dream Theater, Zappa Plays Zappa y Bigelf. En 2010, realizaron un tour en Norteamérica en apoyo de Between the Buried and Me, junto a Cynic y Devin Townsend Project. En 2011, tocaron junto a Periphery, Fair to Midland, The Human Abstract, Cynic, 3, Protest The Hero, Last Chance To Reason, Volumes, Structures, Rings Of Saturn y The Contortionist.

## Historia
En 2004, los guitarristas Chris Letchford y Travis Levrier se mudaron a Los Ángeles para ingresar al Musicians Institute, donde se encontraron con el baterista Pat Skeffington. Dos de dos meses, la banda se completó con la adición del bajista Jordan Eberhardt. Mientras asistían al M.I., Chris y Travis también realizaban un curso de luthier, donde el dúo aprendió a construir sus propias guitarras a medida. Al final de 2006, Scale The Summit se mudó a la ciudad natal de Letchford, Houston, Texas, donde lanzaron su álbum debut independiente,  Monument. Lentamente empezaron a ganar la atención de los medios como Kerrang, Rock Sound y Amp. Un par de años más tarde en 2009 firman con Prosthetic Records y comienzan a trabajar en su segundo álbum, Carving Desert Canyons. El lanzamiento de este álbum fue muy exitoso, logrando un lugar en la gira Progressive Nation Tour de 2009 liderada por Dream Theater. Después de un par de años en gira, la banda se asentó una vez más a finales de 2010 para grabar su álbum, The Collective.
En abril de 2012, la banda anunció que el exbajista de Tetrafusion, Mark Michell, sería reemplazado por el integrante original, Jordan Eberhardt, debido a que Mark ya no quería seguir en gira a tiempo completo.

## Discografía
- Monument (10 de julio de 2007)
- Carving Desert Canyons (17 de febrero de 2009)
- The Collective (1 de marzo de 2011)
- The Migration  (11 de junio de 2013)
- V (18 de septiembre de 2015)
- In A World of Fear (19 de mayo de 2017)

## Miembros

### Actuales
- Chris Letchford – Guitarras de 7 y 8 cuerdas (2004 - actualidad)
- Mark Michell – Bajo de 6 cuerdas (2012 - actualidad)
- J.C. Bryant – Batería, percusión (2015 - actualidad)

### Anteriores
- Jordan Eberhardt - Bajo de 6 cuerdas (2004 - 2012)
- Pat Skeffington - Batería, percusión (2004 - 2015)
- Travis Levrier – Guitarra de 7 cuerdas (2004 - 2016)